# Liste des vicomtes de Saint-Florentin
Les vicomtes de Saint-Florentin avaient leur siège à Saint-Florentin, alors situé en Champagne, aujourd’hui dans l'Yonne.

## Histoire

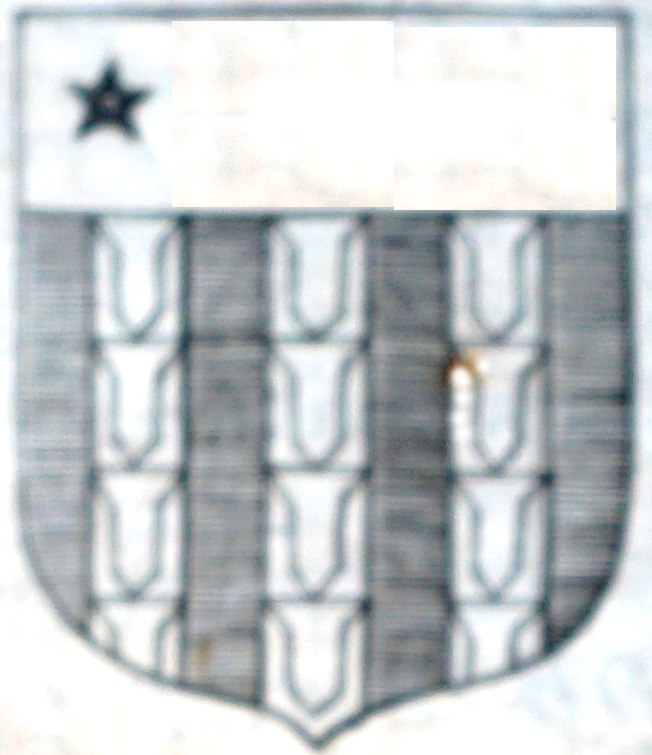
Armes de Châtillon :
De gueules à trois pals de vair, au chef d'or chargé d'une étoile de sable sur le canton senextre

## Liste des vicomtes de Saint-Florentin
- Rahier, vicomte de Saint-Florentin en 1159.
- En 1212, un premier vicomte issu de la maison de Châtillon est nommé lorsqu'il siégeait à une assemblée de barons et vassaux de Champagne appelé par Blanche, comtesse de Troyes. Il semble être le descendant de Miles de Châtillon, qui épousait la fille de Rahier, vicomte de Saint-Florentin.
- Gaucher épousant Marguerite de Plancy, cité dans des chartes de 1228 et 1247.
- Geoffroy de Saint-Florentin en 1300.
- Jean de Saint-Florentin en 1317.
- François II de Nevers mort en 1562.
- Louis II Phélypeaux de La Vrillière, mort en 1725.
- Louis Phélypeaux de Saint-Florentin, ministre du roi Louis XV, mort en 1770.
- Sa sœur Louise-Françoise Phélypeaux de La Vrillière est la belle-mère d'Emmanuel-Armand de Vignerot du Plessis, à qui est transmise la vicomté de Saint-Florentin.